# ゼウス プードル救出大作戦!
『ゼウス プードル救出大作戦!』（原題: The Dog Who Saved Christmas Vacation）は、2010年のアメリカ合衆国の映画。
アメリカ合衆国では 2010年11月28日 にCountdown to 25 Days of Christmasの一環として、ABCファミリーで放送された。

## あらすじ
スキー場のロッジでゼウスは飼い主のいとこが飼っているプードルのベルと出会い、恋に落ちた。飼い主のジョージは、二匹がよいクリスマスを過ごせるように取り計らった。
同じころ、テッドとステューイはネックレスを盗もうとギフトショップにやってきたところ、ベルのためにプレゼントを買いに来たジョージとゼウスに鉢合わせた。

## キャスト
| 役名     | 俳優                         | 日本語吹替 |
| -------- | ---------------------------- | ---------- |
| ゼウス   | マリオ・ロペス（声）         | 浅科准平   |
| ジョージ | ゲイリー・バレンタイン       |            |
| ベリンダ | エリサ・ドノヴァン           |            |
| テッド   | ディーン・ケイン             |            |
| ランディ | キャスパー・ヴァン・ディーン |            |
| ベン     | ブレナン・ベイリー           | 寺崎裕香   |